# Achada do Moreno
Achada do Moreno é um sítio povoado da freguesia de Santa Cruz, concelho de Santa Cruz, Ilha da Madeira.